# Qu Xiaoming
Qu Xiaoming (chiń. 曲晓明; ur. 8 grudnia 1986 w Dalian) – chiński wioślarz, reprezentant Chińskiej Republiki Chińskiej w wioślarskiej ósemce podczas Letnich Igrzysk Olimpijskich w Pekinie.

## Osiągnięcia
- Mistrzostwa Świata – Eton 2006 – ósemka – 11. miejsce[2].
- Mistrzostwa Świata – Monachium 2007 – czwórka podwójna – 16. miejsce[2].
- Igrzyska Olimpijskie – Pekin 2008 – ósemka – 7. miejsce[1].